# ARH-70 (航空機)
ARH-70
ARH-70
- 用途：偵察
- 製造者：ベル・ヘリコプター
- 運用者： アメリカ合衆国（アメリカ陸軍）
- 初飛行：2006年7月20日
- 運用状況：開発中止

ARH-70 アラパホ（ARH=Armed Reconnaissance Helicopter）は、ベル・ヘリコプターが研究開発を進めていたアメリカ軍の次期偵察ヘリコプター。民間機であるベル 407をベースとしており、老朽化したOH-58 カイオワの後任機体となる予定であった。愛称のアラパホ（Arapaho）はアメリカ先住民のアラパホ族にちなむ。

## 開発経緯

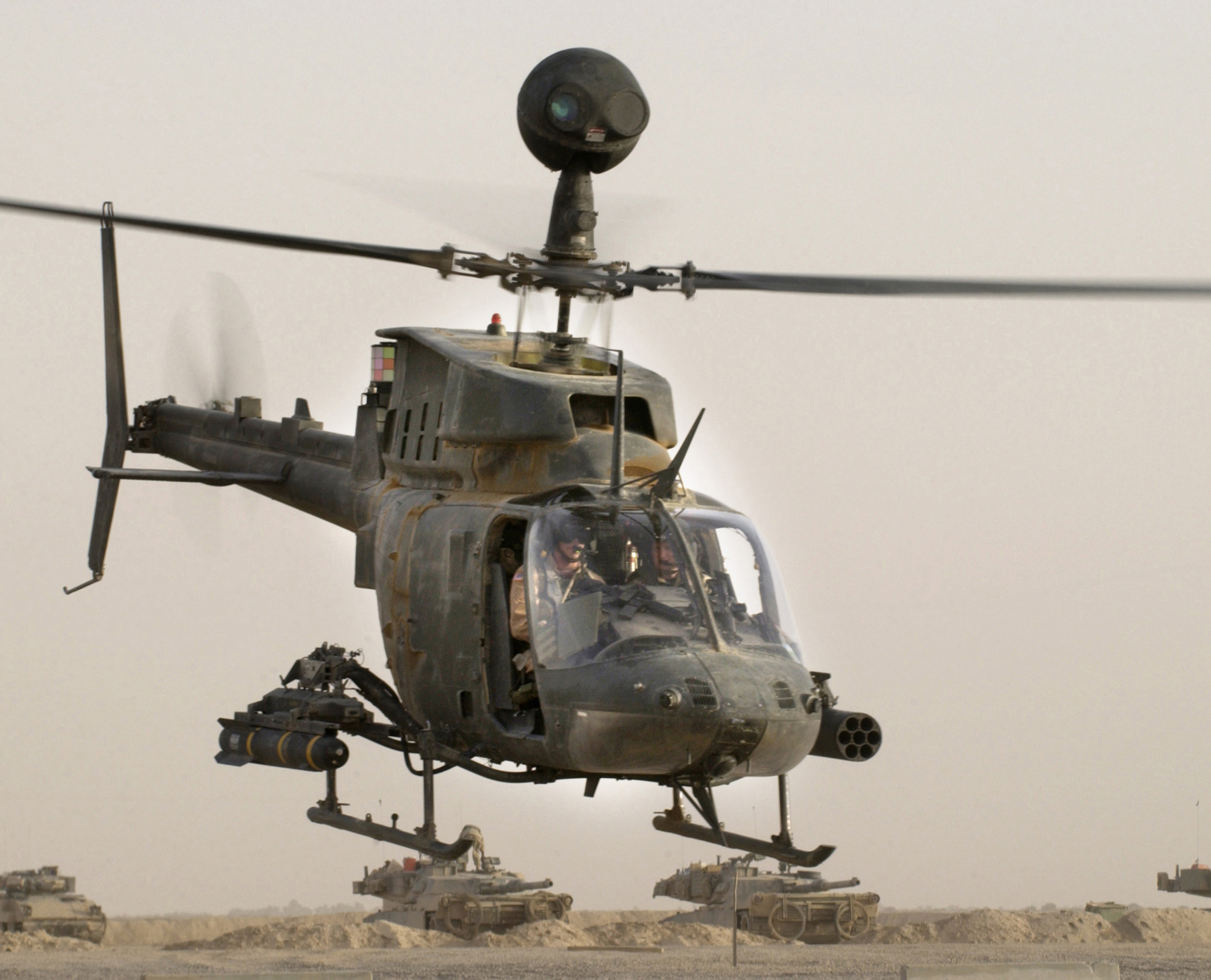
OH-58D カイオワ

2004年までにアメリカ軍は、所有していた全348機のOH-58Dのうち30機以上を失っていて、そのほとんどはイラク戦争で撃墜されたものだった。また、それまで実用化に向けて研究が進められていたステルス偵察ヘリコプターRAH-66 コマンチが、ステルス機と言う難しい課題のために開発期間が大幅に延長されたこと、それにより開発費用がかさんだことなどから2004年2月に開発中止が言い渡された。
それによって、現存するOH-58Dの延命が決まったが、OH-58Dも改良が施されたとは言え、基本はベトナム戦争時代に開発されたものであり、機体の老朽化と基本設計の古さが問題になっていた。
これに対し、アメリカ軍からは、RAH-66失敗の教訓を踏まえ、民間の既製品（COTS、商用オフザシェルフ）の技術を多用することで開発費用を抑え、4年間と言う短期間で運用可能な状態まで持って行くと言う提案（RFP）を出した。
RAH-66のような新しい技術を開発するのではなく、既存の技術を生かして開発費用と期間を抑えようと言う考えであり、2008年9月までに30機のARH-70と8人の教官を養成することが目標に掲げられていた。

## 開発中止
しかしながら、ARH-70の開発は難航した。
2006年7月20日に初飛行を行ったものの、2007年2月21日に4号機が完成してテキサス州を初飛行中、燃料系統に異物が詰まりエンジンが停止する事態となり、近くのゴルフ場に墜落する事故を起こした。この時の操縦士は無傷であった。
2007年3月22日に、アメリカ軍は30日以内にベルにARH計画を正常に戻す案を提出するよう求め、さらにARH-70の飛行停止を命じた。それにより、開発予算は当初の2億1,000万-3億ドル以上まで上がるという見込みが出された。テキストロン（ベルの親会社）は、ARH計画のためにさらに200-400万ドルがかかる可能性があると通知した。そして、2007年5月18日に、軍はARH計画の継続を承認した。
2007年7月25日に、下院の歳出委員会はARH-70の今後の予算を検討した。この時ARH-70の開発研究に対する査定価値はほとんどゼロに近いものであったが、なんとか2008年の予算を取り付けた。
2008年1月に、アメリカの政府高官は、ARH-70の輸出を検討し始めた。これにより、アメリカ軍内だけでは512機であった注文数を、輸出もすることで合計で1,000機以上の生産数になると予測した。
しかし、開発予算が膨らんだことを理由に、ついに2008年10月16日、軍はARH-70の中止を決定した。
この時の発表によれば、当初は1機あたり856万ドルで調達する予定だったものが、この時には1機1,200万ドルを超えるほどまでに膨れ上がっていた。また、当初は2009年までに導入する予定だったものが、開発の遅れにより2013年までになっていた。
ARH-70の開発が遅れていたことは2008年夏には発表されており、アメリカ軍は既存のOH-58の電子機器の入れ替えと安全対策の強化を行っている。

## 性能・主要諸元
- 乗員：2名
- 収容人員：6名
- 全長：10.57m
- 主回転翼直径：10.67m
- 高さ：3.56m
- 円盤面積：89m2
- 空虚重量：1,178kg
- 最大重量：2,268kg
- 最大積載量：847kg
- 最大離陸重量：2,268kg
- 発動機：Honeywell製 HTS900-2ターボシャフト 723kW×1基
- 超過禁止速度：259km/h=M0.21
- 巡航速度：209km/h=M0.17
- 航続距離：300km以上
- 実用上昇限度：6,096m

### 武装
- 機銃
  - GAU-19 ガトリング砲
- ロケット弾
  - ハイドラ70ロケット弾